# 川添奨太
川添 奨太（かわぞえ しょうた、1989年〈昭和64年〉1月4日 - ）は、日本の男性プロボウラー。福岡県出身。身長167cm・体重95kg・血液型B型・右投げ。JPBA第49期・ライセンスNo.1219（2010年プロテストトップ合格）。永久A級ライセンス取得者。永久シードプロ。用具契約はハイ・スポーツ社専属契約。東名ボール所属。ニックネームは「ぽっちゃり王子」。既婚。

## 来歴
2010年の第34回ABSジャパンオープン選手権　優勝決定戦・再優勝決定戦において2ゲーム連続でパーフェクトを達成し、注目を浴びる。同年の全日本プロボウリング選手権大会でも初優勝を成し遂げ、2017年には全日本プロボウリング選手権大会で史上最多5回目の優勝を果たした。
2021年のJPBAプレイヤーズドリームマッチにおいて優勝。これでプロ入り通算20勝目を達成し念願の永久シードを獲得。このJPBAプレイヤーズドリームマッチは自身が選手会長として先頭に立ち、クラウドファンディングによる資金調達から運営、演出などを準備し開催にこぎつけたもので自身の優勝もあって感慨深いものとなった。
2023年6月10日、これまで用具契約先だったハイ・スポーツ社と「専属契約」を締結し、自身のYouTube動画の中でも公表された。ただし活動拠点は「東名ボール」のまま変わっていない。
自身のYouTubeチャンネル「川添奨太【Shota Kawazoe】のShotaちゃんねる」にてゲストプロボウラーとの対戦やハイ、スポーツ社の新製品ボールの紹介動画などを配信している。

## 主な戦績

### 通算成績(2023年まで)優勝 20回
- ST（シーズントライアル）優勝 11回
- 公認パーフェクト 21回
- 800シリーズ 3回
- 7-10スプリットメイド 3回

### 2010年
- 第34回ABSジャパンオープン 優勝 （準優勝：佐野芳宏）
- 第44回全日本プロボウリング選手権大会 優勝 （準優勝：高橋延明）
- 第5回MKチャリティカップ 準優勝 （優勝：山本勲）
- ランキング　ポイント1位　賞金1位　アベレージ1位（224.37）

### 2011年
- 第6回MKチャリティカップ 優勝
- 2011プロボウリング男子新人戦 優勝
- コカ・コーラカップ 2011千葉オープン 優勝 （準優勝：儀間義博）
- 第35回ABSジャパンオープン 優勝 （準優勝：玉井慎一郎）
- 第45回全日本プロボウリング選手権大会 優勝 （準優勝：細井康司）
- ランキング　ポイント1位　賞金1位　アベレージ1位（222.27）

### 2012年
- ラウンドワンカップ2012 優勝 （準優勝：酒井武雄）
- 第46回全日本プロボウリング選手権大会 優勝 （準優勝：山本勲）
- 2012千葉オープン 準優勝 （優勝：山本勲）
- ランキング　ポイント1位　賞金1位　アベレージ1位（228.15）

### 2013年
- 第47回全日本プロボウリング選手権大会 準優勝 （優勝：藤井信人）
- ランキング　ポイント4位　賞金6位　アベレージ2位（222.71）

### 2014年
- 第2回グリコセブンティーンアイス杯 優勝 （準優勝：藤井信人）
- ラウンドワンカップ2014 優勝 （準優勝：平山陽一）
- コカ・コーラカップ 2014千葉オープン 優勝 （準優勝：藤井信人）
- 第48回全日本プロボウリング選手権大会 優勝 （準優勝：田坂大輔）
- 第16回三湖コリアンカップ 準優勝 （優勝：ジョン・スンジュ）
- 第9回MKチャリティカップ 準優勝 （優勝：ジョン・テハ）
- ランキング　ポイント1位　賞金1位　アベレージ1位（227.56）

### 2015年
- 第10回MKチャリティカップ 準優勝 （優勝：ジョン・テハ）
- ランキング　ポイント2位　賞金8位　アベレージ1位（223.59）

### 2016年
- 中日杯2016東海オープンボウリングトーナメント 優勝 （準優勝：藤井信人）
- ランキング　ポイント1位　賞金2位　アベレージ1位（227.65）

### 2017年
- 第12回MKチャリティカップ 優勝
- 第51回全日本プロボウリング選手権大会 優勝
- ランキング　ポイント1位　賞金1位　アベレージ1位（231.14）

### 2018年
- 中日杯2018東海オープンボウリングトーナメント 優勝 （準優勝：山本勲）
- ランキング　ポイント4位　賞金3位　アベレージ1位（228.8）

### 2019年
- 第7回グリコセブンティーンアイス杯　優勝（準優勝：谷合貴志）
- 中日杯2019東海オープンボウリングトーナメント3位
- 第42回STORMジャパンオープン　準優勝
- R1　GCSB2019FINALR部門3位
- 第53回全日本プロボウリング選手権大会　優勝
- ランキング　ポイント1位　賞金1位　アベレージ1位（223.16）

### 2020年
- 第54回全日本プロボウリング選手権大会7位

### 2021年
- 第42回関西オープン男子ボウリングトーナメント3位
- JPBAプレイヤーズドリームマッチ2021　優勝（準優勝：高田浩規）
- 第55回全日本プロボウリング選手権大会　準優勝（優勝：山本勲）
- ランキング（2020年~2021年の2年間通しシーズン）　ポイント3位　賞金5位　アベレージ6位（214.66）

### 2022年
- 中日杯2022東海オープンボウリングトーナメント　男子準優勝（優勝：高田浩規）
- 第56回全日本プロボウリング選手権大会　準優勝（優勝：藤井信人）
- ランキング　ポイント9位　賞金8位　アベレージ9位（220.89）

### 2023年
- 第10回グリコセブンティーンアイス杯　準優勝（優勝：藤井信人）
- アイキョーホームプレゼンツプロボウリングトーナメント2023　3位（優勝：藤井信人）
- ラウンドワンカップグランドチャンピオンシップ2023レギュラー部門男子 優勝 （準優勝：村永一樹・アマチュア）
- 第57回全日本プロボウリング選手権大会　6位
- ランキング　ポイント2位　賞金1位　アベレージ2位（224.89）

### 2024年
- ラウンドワンカップグランドチャンピオンシップ2024レギュラー部門　優勝（準優勝：伊吹太陽）